# 埃斯蒂爾 (肯塔基州)
埃斯蒂爾（英語：Estill）是位於美國肯塔基州弗洛伊德縣的一個非建制地區。

## 地理
埃斯蒂爾所處的海拔為高於海平面285米（即935英呎），而該地所採用的時區為UTC-5，即北美東部時區（EST）。同時該地設有夏令時間，為UTC-5調快一小時，即UTC-4（EDT）。